# Альбисриден
Альбисриден (нем. Albisrieden) — это район города Цюрих с 22 113 жителями проживающих на площади в 4,6 км2 (1,8 кв. миль). Ранее независимый муниципалитет находится у подножия Ютлиберг, но был включен в 1934 году и сегодня образует район 9 вместе с Альтштеттен.
Кварталу удалось сохранить первоначальный характер бывшего центра города. Активная застройка началась в 1950-х годах. Сегодня старые промышленные здания заменются жилыми домами, и поэтому население растет быстрее, чем в других частях Цюриха.

## История
Самым первым поселением было римское поместье, позже заброшенное из-за набегов германских племен. В прошлом это место называлось просто Риден, или Риден-ам-Альбис (нем. Rieden am Albis), чтобы отличить его от одноименных деревень возле Валлизеллена и от Оберридена. С IX века поселение стало принадлежать Гроссмюнстеру. В списках фогтов с 1508 по 1512 год это место фигурирует как часть имперского бейливика Цюриха. Это была светлость монастыря Цюриха, изображение на щите которого приняло его в качестве герба. Цюрих подчинил Альбисриден Оберфогтей Видикон. После переворота 1798 г. Альбисриден был отнесен к округу Цюрих, в 1803 г. — к округу Хорген, затем к Оберамту и с 1831 г. — обратно к округу Цюрих.
Что касается церкви, то это место было единственным на левой стороне Лиммата под пастырской опекой священников настоятеля. В 1270 году в Альбисридене была построена собственная часовня. Гроссмюнстер избирал и платил пастору до 1831 года, позже коллаборация перешла к общине. В самостоятельный приход Альбисриден был преобразован только решением правительственного совета от 18 июля 1866 года. Приход владел значительным церковным имуществом, что позволило содержать бедняков во время голода 1771 и 1772 годов без государственных субсидий. Не обошли Альбисриден и военные походы. Деревня пострадала от старой Цюрихской войны 1443 года. В 1799 году Альбисриден подвергся французской оккупации.
В XX веке быстрое развитие промышленной колонии, примыкающей к старому сельскому городу Альбисриден, побудило усилия по включению муниципалитета в город Цюрих. Регистрация состоялась в 1934 году.

## Церкви
В Альбисридене сохранилось большое количество старинных церквей, в том числе две евангелические реформатские церкви, которые являются частью кантона.

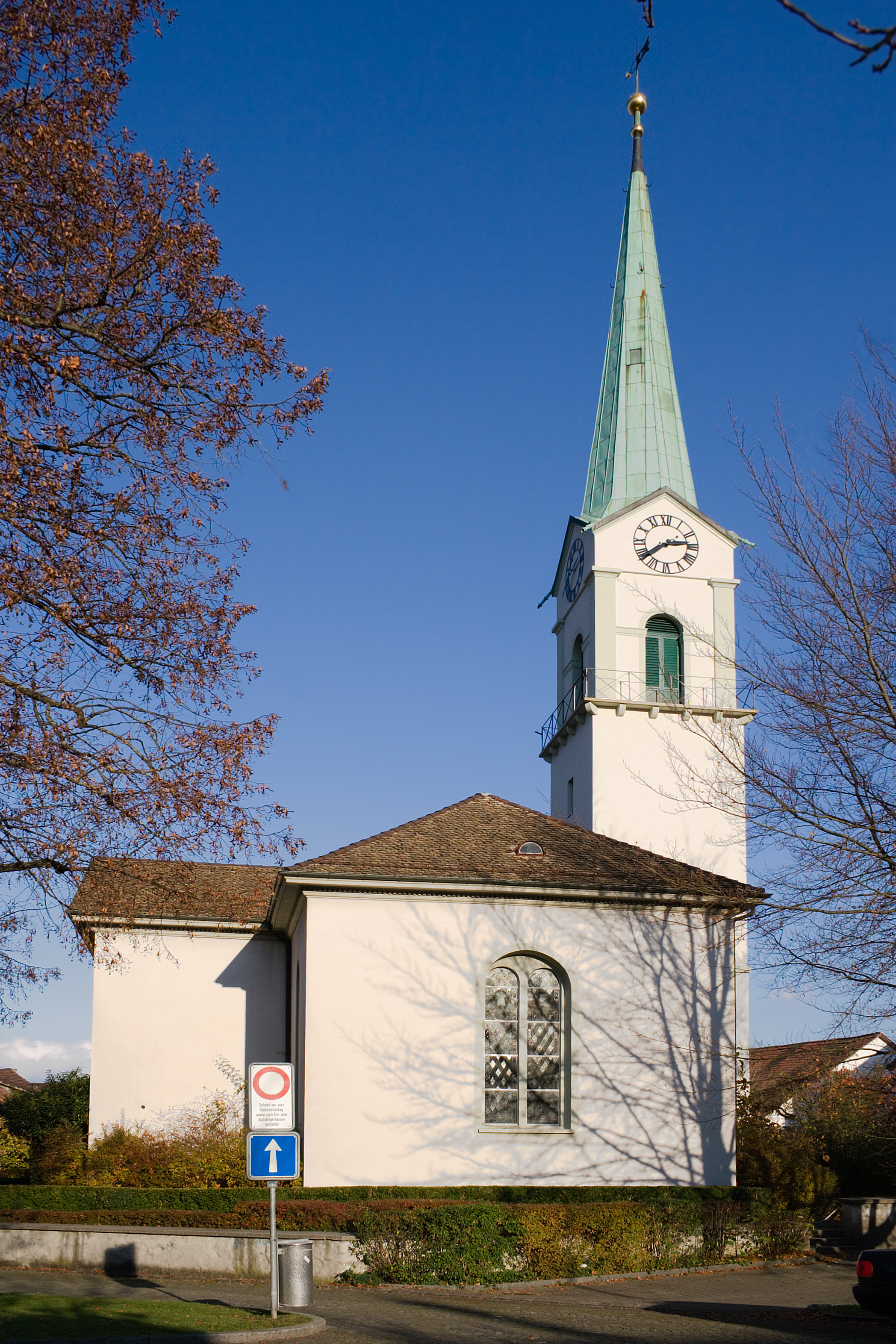
Старая Церковь Альбисриден (нем. Alte Kirche Albisrieden)

- Старая церковь Альбисриден (нем. Alte Kirche Albisrieden) была построена между 1816—1818 годами в центре деревни по планам швейцарского архитектора Ганса Конрада Штадлера (1788—1846).

- Новая Церковь Альбисриден (нем. Neue Kirche Albisrieden) была построена в 1949—1951 годах и расположена в 800 метрах от Старой церкви. Эта церковь была построена по проекту архитектора Ханса Мартина фон Мейенбурга (1915—1995).

- Св. Конрад — римско-католическая церковь, находящаяся недалеко от центра района Альбисриден, построенная в 1953-55 годах по проекту архитекторов Фердинанда Пфамматтера и Вальтера Ригера.